# حريصا

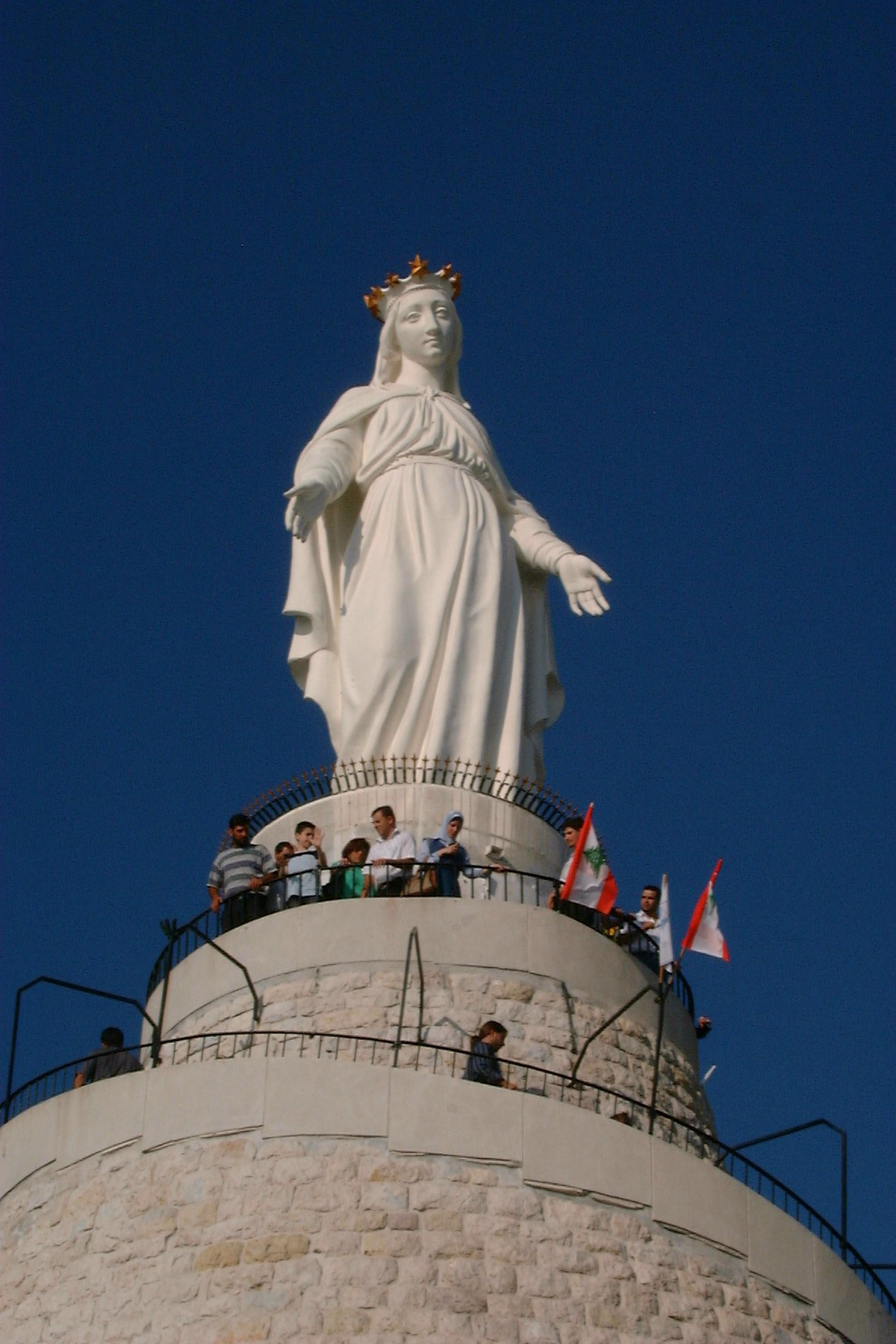
تمثال مزار سيدة لبنان.

حريصا تلة جبلية تبعد نحو 26 كيلومترا عن العاصمة اللبنانية بيروت وتعد من أبرز أماكن الحجيج الموارنة في لبنان. تقع فوق سفح جبل لبنان وتطل على خليج جونيه مباشرةً.
تضم المنطقة مزار سيدة لبنان (مريم العذراء) وهو تمثال من 15 طناً يضم كنيسة صغيرة في قاعدته وكذلك وتضم بازيليك أو «كاتدرائية» حديثة من الزجاج والباطون علي هيئة شجرة الأرز وسفينة فينيقية قرب التمثال، بوشر في بنائها سنة 1971 وتقع قرب دير بكركي مركز البطريكية المارونية في لبنان، وكذلك بازيليك سان باول التابعة لكنيسة الروم الملكيين الكاثوليك والتي بنيت بين عامي (1947-1962)، كما يوجد بها مقر السفارة البابوية في لبنان.
من أجمل الأماكن السياحية في لبنان حيث يستقطبها السياح العرب والاجانب من قمة روعة المنظر من اعلي الجبل
وهي أيضا يمكن الوصول إليها من خلال التليفريك.